# شینگو هوندا
شینگو هوندا (انگلیسی: Shingo Honda؛ زادهٔ ۲۳ نوامبر ۱۹۸۷) بازیکن فوتبال اهل ژاپن است.
از باشگاه‌هایی که در آن بازی کرده‌است می‌توان به باشگاه فوتبال ماتسوموتو یاماگا و باشگاه فوتبال آویسپا فوکوئوکا اشاره کرد.